# Crassula sarcocaulis
Crassula sarcocaulis (лат.) — вид суккулентных растений рода Толстянка (Crassula) семейства Толстянковые (Crassulaceae), естественно произрастающий на территории Лесото, Малави, Мозамбика, Эсватини, Зимбабве и Южно-Африканской Республики.
Растение иногда называют «бонсай крассула», и оно известно своей способностью принимать форму миниатюрного дерева.

## Название
Родовое латинское название Crassula происходит от латинского слова crassus, — «толстый», в основном из-за присутствия у растений этого рода сочных листьев.
Видовой латинский эпитет sarcocaulis происходит от греческого sarx, sarkos — «плоть» и kaulon — «стебель»; «мясистый стебель».

## Ботаническое описание

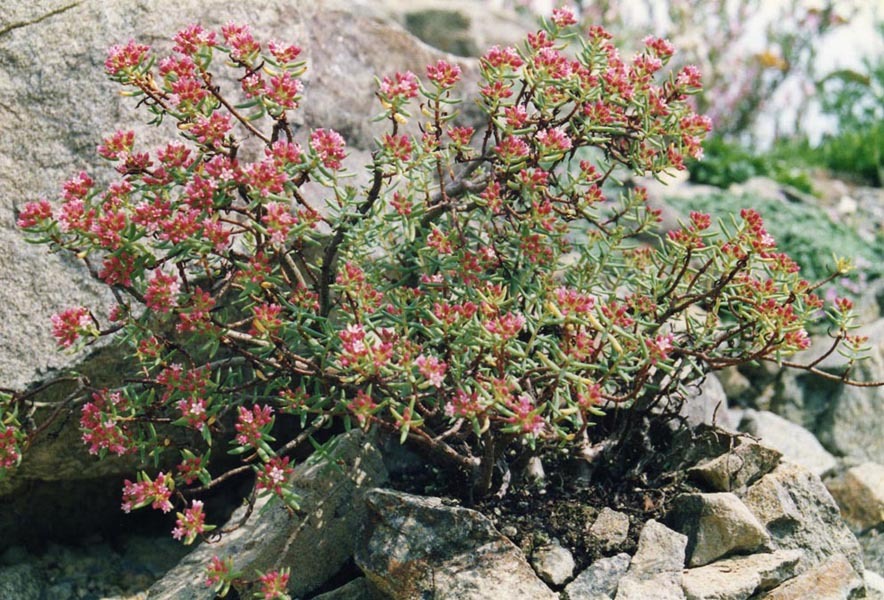
Габитус

Многолетний карликовый кустарник имеет сочные, сильно разветвленные ветви. Стебель достигает до 50 мм в диаметре и 0,2-0,6 м в высоту. На молодых ветвях присутствуют сосочки, а на старых — шелушащаяся кора и опадающие листья. Листья сидячие, линейно-ланцетные, с острыми концами, голые с немногочисленными сосочками по краю, темно-зеленые.

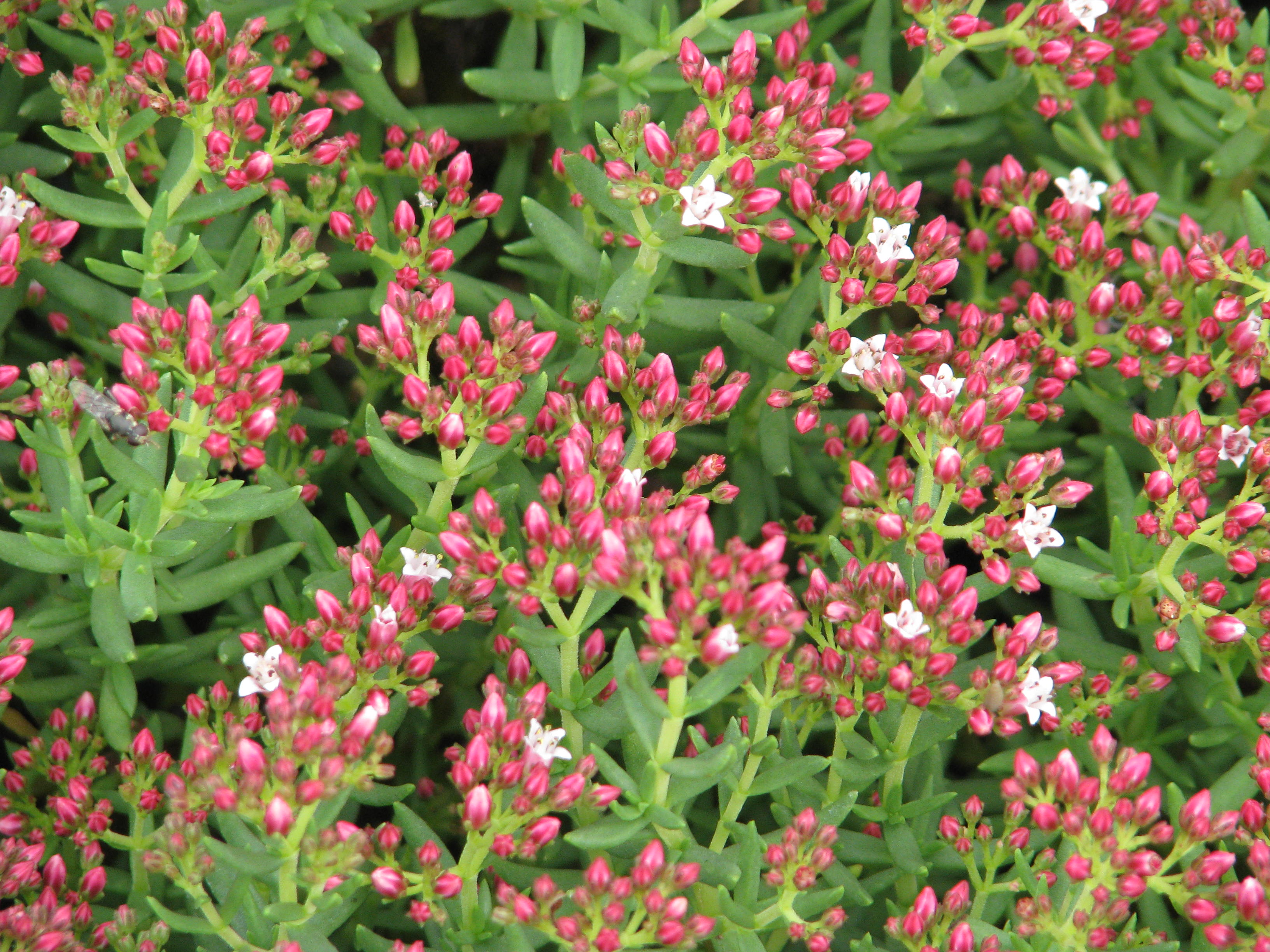
Соцветия

Соцветие почти сидячее, образует плотный тирс с 1-несколькими дихазиями. Цветки пятичленные. Чашечка ребристая, мясистая, голая, зеленого цвета. Венчик трубчатый, едва сросшийся, белого или кремового оттенка; лопасти имеют форму от продолговатых до обратноланцетных, с острыми концами. Тычинки немного короче венчика, с пыльниками коричневого цвета. Семена мелкие.
Вид цветет с января по июнь.

## Таксономия

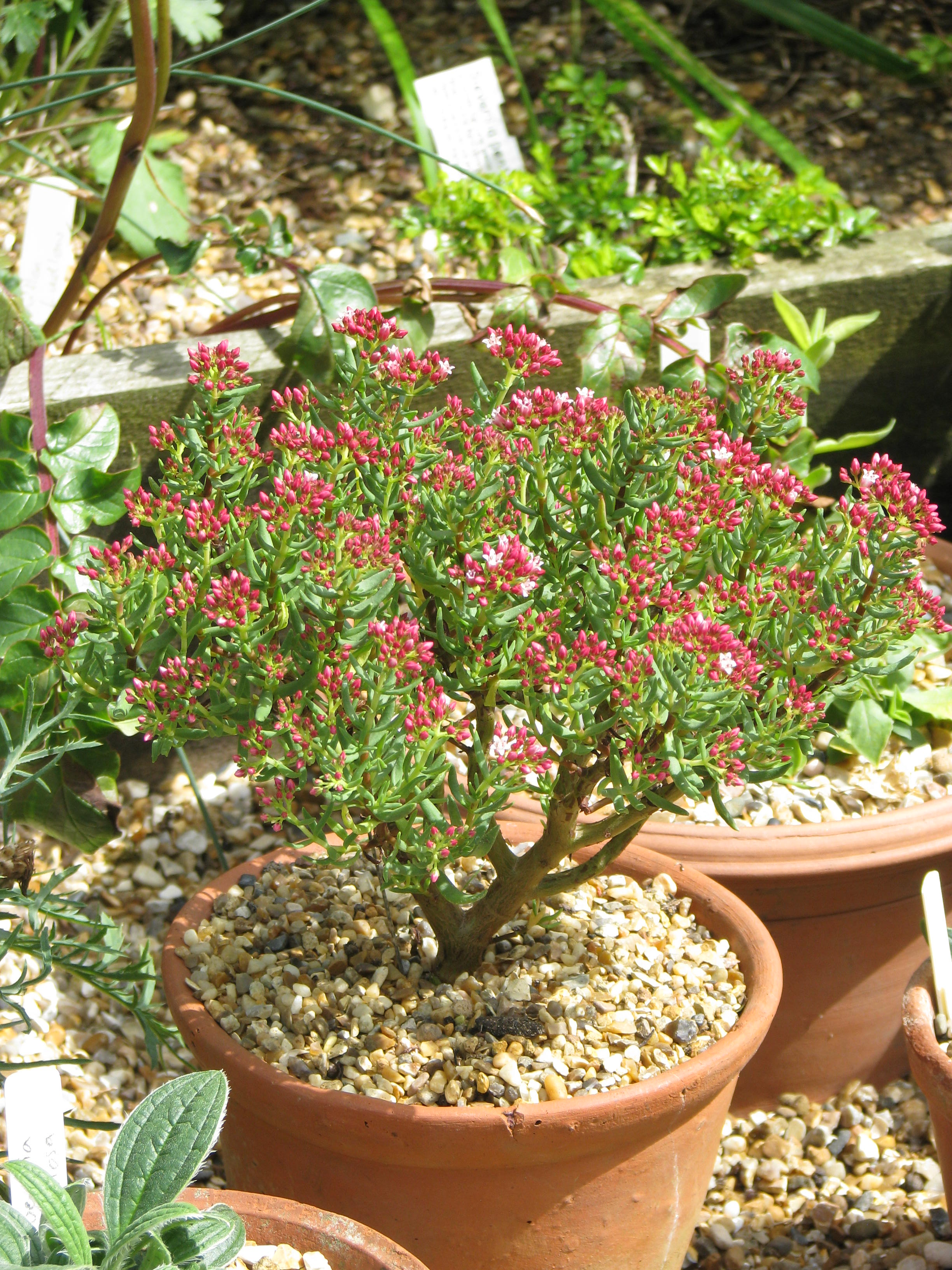
В культуре

Crassula sarcocaulis Eckl. & Zeyh., первое упоминание в Enum. Pl. Afric. Austral. : 295 (1837).

### Синонимы
- Crassula lignosa Burtt Davy

- Crassula parvisepala Schönland
- Creusa sarcocaulis Eckl. & Zeyh.) P.V.Heath
- Creusa sarcocaulis subsp. elliptica P.V.Heath
- Crassula sarcocaulis subsp. sarcocaulis
- Crassula sarcocaulis var. scaberula Harv.

### Внутривидовые таксоны
Внутривидовые таксоны в соответствии с данными сайта WFO Plant List на 2024 год:
- Crassula sarcocaulis var. mlanjiana R.Fern.
- Crassula sarcocaulis subsp. rupicola Toelken

Внутривидовые таксоны в соответствии с данными сайта Plants of the World Online на 2024 год:
- Crassula sarcocaulis var. lignosa (Burtt Davy) J.M.H.Shaw
- Crassula sarcocaulis var. mlanjiana R.Fern.
- Crassula sarcocaulis var. parvisepala (Schönland) J.M.H.Shaw
- Crassula sarcocaulis subsp. rupicola Toelken
- Crassula sarcocaulis subsp. sarcocaulis
- Crassula sarcocaulis var. scaberula Harv.